# Lac Pangong
 (octobre 2020).
Si vous disposez d'ouvrages ou d'articles de référence ou si vous connaissez des sites web de qualité traitant du thème abordé ici, merci de compléter l'article en donnant les références utiles à sa vérifiabilité et en les liant à la section « Notes et références ».
Le lac Pangong (ou Pangong Tso, tibétain : སྤང་གོང་མཚོ།, Wylie : spang gong mtsho) est un lac situé en marge du plateau tibétain, entre des massifs montagneux périphériques au Karakoram et au Gangdise Shan ou chaîne du Kailash, à une altitude d'environ 4 250 m. C'est un lac de soude et salé. 

## Description

### Situation géographique
Le lac Pangong s'étend entre l'Inde et la région autonome du Tibet. Les deux tiers de sa longueur sont en territoire chinois.

### Caractéristiques physiques
Le lac est long de 134 km et atteint 5 km en son point le plus large. 
En hiver, il gèle complètement, bien que son eau soit salée.

### Faune et flore
Le lac est un important lieu de reproduction pour une variété d'oiseaux, y compris un certain nombre d'oiseaux migrateurs. Pendant l'été, l'oie à tête barrée et les canards brahminis sont couramment vus ici. La région autour du lac abrite un certain nombre d'espèces sauvages, notamment le kiang et la marmotte.
Auparavant, Pangong Tso avait un débouché sur la rivière Shyok, un affluent de l'Indus, mais il a été fermé en raison de la construction de barrages . Deux ruisseaux alimentent le lac du côté indien, formant des marais et des zones humides sur les bords. Les lignes de brins au-dessus du niveau actuel du lac révèlent une couche épaisse de 5 m (16 pi) de boue et de sable stratifié, suggérant que le lac a rétréci récemment à l'échelle géologique. Du côté indien, aucun poisson n'a été observé, cependant dans le ruisseau venant du côté sud-est (Cheshul nalla), trois espèces de poissons (Schizopygopsis stoliczkae, loche tibétaine et Triplophysa gracilis) ont été signalées,.

### Accès
Le lac Pangong peut être atteint par voiture en cinq heures en partant de Leh, par une route de montagne qui a été refaite en mai 2024. La route emprunte le col de Changla, situé à 5 360 m d'altitude. L'accès au lac est ouvert en saison touristique, de mai à septembre. 
L'accès au lac Pangong nécessite un permis, l'Inner Line Permit (ILP). Les citoyens indiens peuvent obtenir ce permis individuellement, tandis que les ressortissants étrangers doivent former un groupe d'au moins deux personnes. Ce permis est valable pour une durée maximale de 15 jours pour les étrangers.[réf. nécessaire]
Pour des raisons de sécurité, il est interdit de naviguer sur le lac. Cet espace constitue en effet une zone de tensions entre la Chine et l'Inde, parfois émaillée d'affrontements comme en juin 2020.

## En images

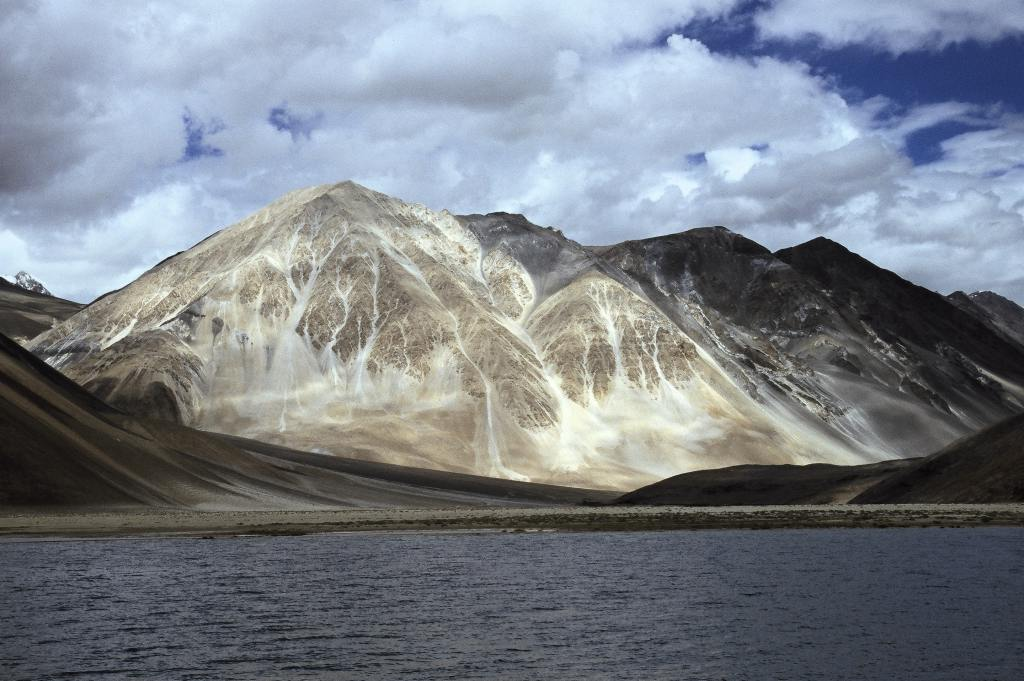
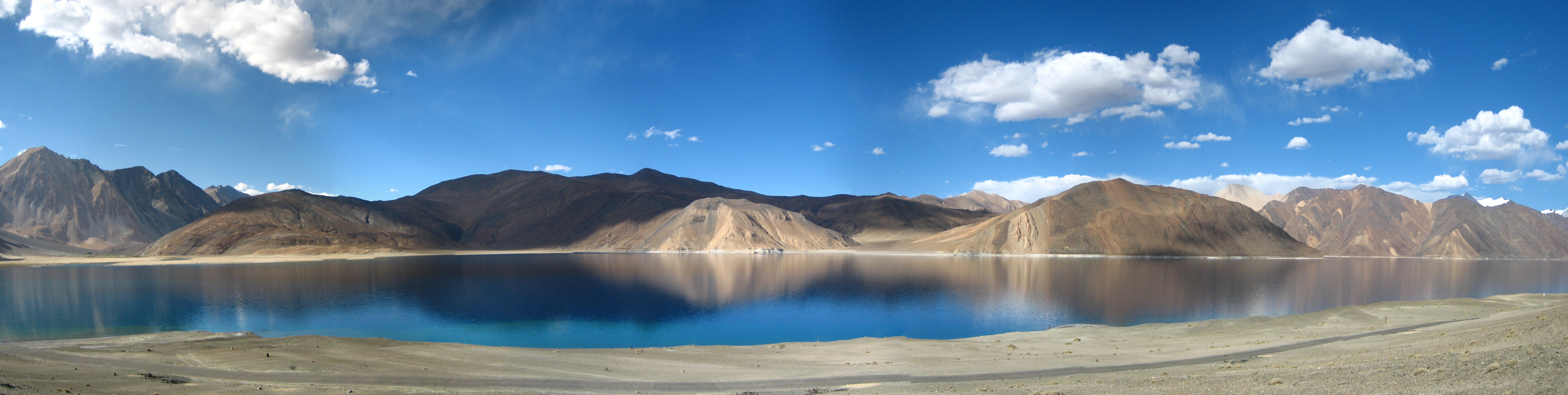
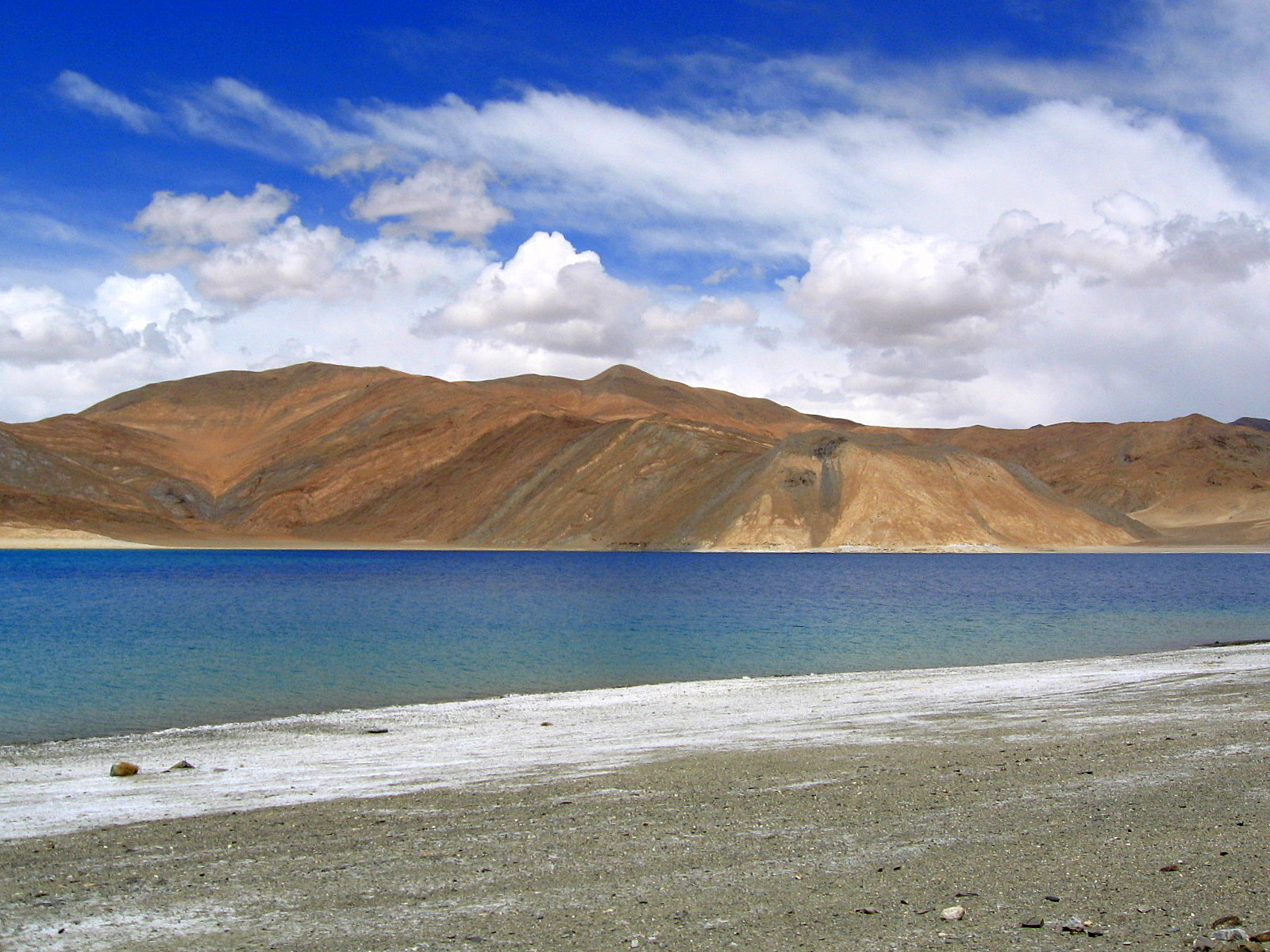